# Isaev (cráter)

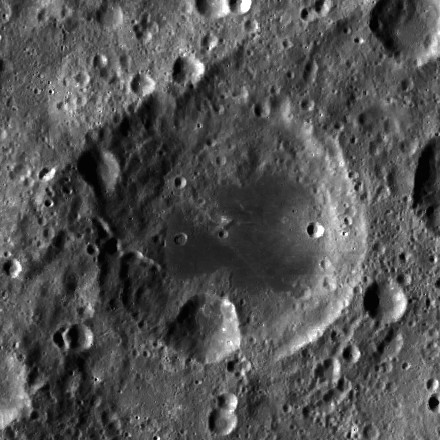
Fotografía de la misión LRO

Isaev es un cráter de impacto situado en la cara oculta de la Luna. Está enteramente contenido en la parte noroeste de   la llanura amurallada del cráter mucho más grande Gagarin. El borde exterior noroccidental de Isaev está unido al borde interior de Gagarin.
|  |

Aunque es más reciente que Gagarin, sigue siendo un cráter erosionado. El borde sur es interrumpido por la intrusión del cráter satélite de menor tamaño Isaev N. Cráteres minúsculos se encuentran en el borde y las paredes interiores de Isaev. Una cadena corta de cráteres forma una trayectoria curva sobre la pared interna occidental. Dentro del suelo interior aparece una gran zona con tres lóbulos de material de albedo inferior. Tales superficies más oscuras en la Luna son típicamente formadas por flujos de lava basáltica.

## Cráteres satélite
Por convención estos elementos son identificados en los mapas lunares poniendo la letra en el lado del punto medio del cráter que está más cerca deno a Isaev.
|       | \| Isaev \| Coordenadas \| Diámetro \| \| ----- \| ------------------------------- \| -------- \| \| N \| 18°42′S 147°18′E / -18.7, 147.3 \| 24 km \| |          |
| Isaev | Coordenadas | Diámetro |
| N     | 18°42′S 147°18′E / -18.7, 147.3 | 24 km    |